# Breitenbach (Bebra)
Breitenbach ist ein Stadtteil der Stadt Bebra im osthessischen Landkreis Hersfeld-Rotenburg.

## Geografie

### Geografische Lage
Breitenbach liegt im Landkreis Hersfeld-Rotenburg etwa 65 km südwestlich von Kassel an der Fulda. Das Dorf ist dank der markanten Lage am Fuldaknie auf den meisten Landkarten leicht zu finden. Es ist umgeben vom Stölzinger Gebirge im Norden, dem Richelsdorfer Gebirge im Osten, dem Seulingswald im Südosten und dem Knüll im Südwesten. Die Nachbardörfer sind Blankenheim, Lüdersdorf und Weiterode.
Die nächstgelegenen Städte sind Bebra (2 km), Rotenburg a. d. Fulda (8 km) und Bad Hersfeld (14 km).
Innerhalb des Dorfgebietes gibt es die Fließgewässer Lüderbach und Lehmbach, die in die Fulda münden.

### Ausdehnung des Dorfgebiets

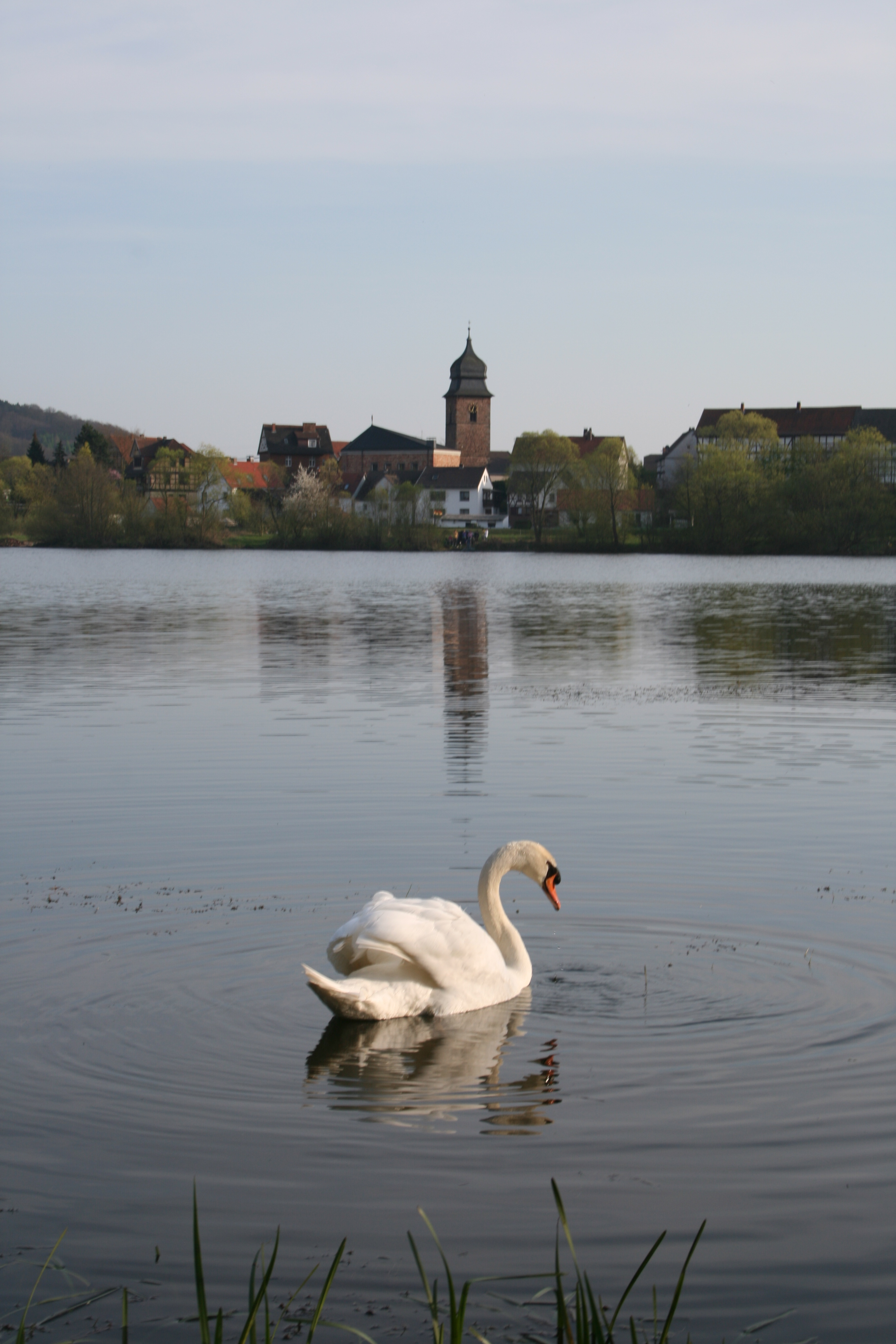
Breitenbacher Seen, im Hintergrund Breitenbach mit Kirche

Das Dorfgebiet erstreckte sich im Mittelalter südlich der Fulda beginnend bis zur heutigen Straßenabzweigung nach Lüdersdorf. Bis zum Ende des 18. Jahrhunderts wuchs es in den Gebieten um den Klenges und beiderseits des Lüderbach Richtung Lüdersdorf. Noch um 1900 lag der heutige alte Friedhof, der seit 1844 besteht, an der Dorfgrenze. Später befand er sich an der Hersfelder Straße nahe der Ortsmitte. Heute befindet sich der Friedhof über dem Neubaugebiet „Baumgarten“ im Buchenweg.
Zu Beginn des 20. Jahrhunderts wurde Breitenbach von einer Feuersbrunst heimgesucht, wobei am 7. September 1905 sechs Wohnhäuser mit den angrenzenden Stallungen im Bereich zwischen Hersfelder Straße und der Straße zum Pfarrhaus abbrannten. Trotzdem dehnte sich das Dorf weiter aus, so dass die Gebiete im „Rieth“ (Gebiet ab dem alten Friedhof in Richtung Blankenheim), „Hinter den Zäunen“ (→ Weserstraße), Lüdersdorfer Straße, am „Bitzen“, Fuhrmannweg („Höhle“), und Bachseite nach und nach erschlossen wurden.
Neubaugebiete liegen in Breitenbach in den Bereichen Baumgarten und seit 1959 auch auf dem Kleeberg zwischen Lüdersdorfer Straße und dem Höberück. Seit den 1990er Jahren kommen einige neue Häuser im Osten des Ortes, also zwischen Hersfelder Straße und B 27 hinzu.

## Geschichte

### Ortsgeschichte
König Heinrich II. teilte am 30. Mai 1003 den Reichsforst Ehringswald (Ehrenvirst) zwischen den Klostern Fulda und Hersfeld auf. Breitenbach fiel so in den Einflussbereich der Abtei Hersfeld.
Die älteste bekannte schriftliche Erwähnung von Breitenbach erfolgte unter dem Namen Breitinbach im Jahr 1074: Am 27. und 28. Januar 1074 wurden zwei Urkunden verfasst, die heute im Staatsarchiv in Karlsruhe aufbewahrt werden. Sie wurden von Urkundenschreibern der kaiserlichen Kanzlei verfasst, da sich zu diesem Zeitpunkt König Heinrich IV. im Breitenbacher Königshof aufhielt. Im Frühjahr 1075 sammelte Heinrich IV. ein Heer bei Breitenbach und Blankenheim, um einen Aufstand der Sachsen gewaltsam niederzuschlagen.
Bei Kämpfen wurde Breitenbach 1219 und 1312 verwüstet.
Zu Beginn des Dreißigjährigen Krieges wurde 1623 bei Breitenbach ein Transportzug der zu Tilly gehörigen katholischen Truppen überfallen. Die einheimischen Angreifer zwangen die wenigen Überlebenden, sich von nun an nicht mehr gegen die Protestanten zu wenden, was dennoch eine spätere Vergeltung nach sich zog.
Links der Fulda in Richtung Rotenburg befindet sich noch heute das Lehnsgut Mischels, mit dem die Familie von Bartheld 1641 durch die Landgräfin Amalie Elisabeth von Hessen-Kassel belehnt wurde.
Der Gerichtsstuhl Breitenbach mit den zugehörigen Dörfern Breitenbach, Lüdersdorf, Mecklar und Meckbach existierte vom 16. Jahrhundert bis 1821. Er gehörte zum Obergericht im Amt Rotenburg.
Am Ostersonntag, dem 1. April 1945, wurden ca. 50 Gebäude des Dorfes stark beschädigt, als eine Einheit der Waffen-SS versuchte, das Dorf gegen amerikanische Truppen zu verteidigen. Die SS hatte am 31. März 1945 das Kommando über die Verteidigung des Dorfes übernommen und verschanzte sich in Kellern und Vorgärten und begann damit Panzersperren anzulegen. Am Mittag des 1. April 1945, kurz vor dem Einmarsch der Amerikaner, wurde die Fuldabrücke von deutschen Truppen gesprengt. Die gewaltige Detonation richtete großen Schaden in Breitenbach an, auch weil die Sprengladungen unfachmännisch angebracht waren und die Druckwelle sich gegen das Dorf richtete. Der Wehrmachtsoffizier Major Alfred Lauer, seit Dezember 1944 Befehlshaber der umliegenden Flakbatterien, versuchte die Sprengung der Fuldabrücke zu verhindern. Er weigerte sich mehrfach den Befehl zur Sprengung zu geben. Er und sein Adjutant Arthur Esch bezahlten das mit ihrem Leben: beide wurden mit Genickschüssen hingerichtet. Aus Richtung Westen (Lüdersdorf) und Süden rückten dann die amerikanischen Verbände auf das Dorf zu und stießen auf Widerstand. Bei den Kämpfen rund um Breitenbach kamen mindestens 7 deutsche und 23 amerikanische Soldaten ums Leben, ebenso 6 Zivilisten. 11 Wohnhäuser wurden total zerstört, 9 stark beschädigt und 21 Wirtschaftsgebäude vernichtet. Viele der Gebäude steckten die Amerikaner in Brand, weil sie noch nach der Übergabe des Dorfes von Soldaten angegriffen wurden. Einigen Breitenbacher Bürgern wurde nach den Kampfhandlungen von den Amerikanern als Vergeltung die Erschießung angedroht. Dies verhinderten die Pfarrersfrau Grete Scheffer und Karl Bode, die beide Englisch sprachen.
Hessische Gebietsreform (1970–1977)
Im Zuge der Gebietsreform in Hessen wurde die bis dahin selbständige Gemeinde Breitenbach zum 31. Dezember 1971 zusammen mit weiteren Gemeinden auf freiwilliger Basis in die Stadt Bebra eingegliedert. Für Breitenbach und die weiteren eingegliederten Gemeinden von Bebra wurde je ein Ortsbezirk gebildet.

### Die Bedeutung der Fulda
Schon im Mittelalter machte eine Furt ungefähr 50 Meter stromabwärts der heutigen Fuldabrücke Breitenbach zu einem wichtigen Punkt zum Überqueren des Flusses. Ab 1494 wurde das Überwinden der Fulda durch den Bau einer Holzbrücke erleichtert, der von der Landgräfin Mechthild, Witwe des Landgrafen Ludwig I. von Hessen, und dem Hersfelder Abt Volpert Riedesel zu Bellersheim beschlossen wurde. Für die Benutzung der Brücke wurde ein Zoll erhoben. Die Holzbrücke wurde mehrfach durch Hochwasser und Eisschollen zerstört, zuletzt am 19. Dezember 1902. Daraufhin wurde Ende 1903 eine Bogenbrücke aus einer Eisenkonstruktion gebaut, die auf stabilen Steinpfeilern ruhte. Doch auch diese Brücke wurde zerstört, diesmal durch die Sprengung deutscher Truppen beim bevorstehenden Einmarsch der Amerikaner am 1. April 1945. Die daraufhin von amerikanischen Pionieren gebaute Behelfsholzbrücke wurde bis 1948 genutzt. Danach wurde eine einfache Eisenbrücke in Dienst gestellt, die erst 1975/76 von der heutigen Stahlbetonbrücke abgelöst wurde.
Seit Beginn des 16. Jahrhunderts wurde der schiffbare Teil der Fulda bis Bad Hersfeld genutzt. Hierbei kamen auf dem Weg flussaufwärts Zugpferde zum Einsatz, die die Schiffe gegen die Strömung zogen. In der Gemarkung Breitenbach wurde die Fulda in den Jahren 1760, 1775 und 1860 an mehreren Stellen begradigt. Davon profitierte auch das Flößergewerbe, das um 1800 einen Aufschwung erlebte. Aus Thüringen stammendes Holz, das in der Ulfenmühle (heute zu Weiterode) zu Brettern verarbeitet worden war, wurde zunächst in Breitenbach zu Flößen zusammengebunden und dann von Flößern in ungefähr 35 Stunden über 80 Kilometer auf der Fulda nach Kassel transportiert. So gab es in Breitenbach bis zur Mitte des 19. Jahrhunderts ein „Herrschaftliches Holz- und Dielenmagazin“, doch mit zunehmendem Durchsetzen der Eisenbahn als Transportmittel verloren die Flößer an Bedeutung.

### Verwaltungsgeschichte im Überblick
Die folgende Liste zeigt die Staaten und Verwaltungseinheiten, denen Breitenbach angehört(e):
- vor 1567: Heiliges Römisches Reich, Landgrafschaft Hessen, Amt Rotenburg
- ab 1567: Heiliges Römisches Reich, Landgrafschaft Hessen-Kassel, Amt Rotenburg
  - 1627–1834: Heiliges Römisches Reich, Landgrafschaft Hessen-Kassel, Landgrafschaft Hessen-Rotenburg (sogenannte Rotenburger Quart), teilsouveränes Fürstentum unter reichsrechtlicher Oberhoheit der Landgrafschaft Hessen-Kassel bzw. des Kurfürstentums Hessen
- ab 1806: Landgrafschaft Hessen-Kassel, Rotenburger Quart, Amt Rotenburg
- 1807–1813: Königreich Westphalen, Departement der Werra, Distrikt Hersfeld, Kanton Rotenburg
- ab 1815: Kurfürstentum Hessen, Rotenburger Quart, Amt Rotenburg[7]
- ab 1821: Kurfürstentum Hessen, Provinz Niederhessen, Kreis Rotenburg[8][Anm. 2]
- ab 1848: Kurfürstentum Hessen, Bezirk Hersfeld
- ab 1851: Kurfürstentum Hessen, Provinz Niederhessen, Kreis Rotenburg
- ab 1867: Norddeutscher Bund, Königreich Preußen, Provinz Hessen-Nassau, Regierungsbezirk Kassel, Kreis Rotenburg
- ab 1871: Deutsches Reich, Königreich Preußen, Provinz Hessen-Nassau, Regierungsbezirk Kassel, Kreis Rotenburg
- ab 1918: Deutsches Reich, Freistaat Preußen, Provinz Hessen-Nassau, Regierungsbezirk Kassel, Kreis Rotenburg
- ab 1944: Deutsches Reich, Freistaat Preußen, Provinz Kurhessen, Landkreis Rotenburg
- ab 1945: Deutsches Reich, Amerikanische Besatzungszone, Groß-Hessen, Regierungsbezirk Kassel, Landkreis Rotenburg
- ab 1946: Deutsches Reich, Amerikanische Besatzungszone, Hessen, Regierungsbezirk Kassel, Landkreis Rotenburg
- ab 1949: Bundesrepublik Deutschland, Hessen, Regierungsbezirk Kassel, Landkreis Rotenburg
- ab 1972: Bundesrepublik Deutschland, Hessen, Regierungsbezirk Kassel, Landkreis Hersfeld-Rotenburg, Stadt Bebra

## Bevölkerung

### Einwohnerstruktur 2011
Nach den Erhebungen des Zensus 2011 lebten am Stichtag dem 9. Mai 2011 in Breitenbach 1365 Einwohner. Darunter waren 21 (1,5 %) Ausländer. Nach dem Lebensalter waren 219 Einwohner unter 18 Jahren, 495 zwischen 18 und 49, 324 zwischen 50 und 64 und 330 Einwohner waren älter. Die Einwohner lebten in 582 Haushalten. Davon waren 147 Singlehaushalte, 192 Paare ohne Kinder und 180 Paare mit Kindern, sowie 57 Alleinerziehende und 9 Wohngemeinschaften. In 132 Haushalten lebten ausschließlich Senioren und in 342 Haushaltungen lebten keine Senioren.

### Einwohnerentwicklung
| Breitenbach: Einwohnerzahlen von 1834 bis 2018 | Breitenbach: Einwohnerzahlen von 1834 bis 2018 | Breitenbach: Einwohnerzahlen von 1834 bis 2018 | Breitenbach: Einwohnerzahlen von 1834 bis 2018 | Breitenbach: Einwohnerzahlen von 1834 bis 2018 |
| --- | ---------------------------------------------- | ---------------------------------------------- | ---------------------------------------------- | ---------------------------------------------- |
| Jahr |                                                |                                                |                                                | Einwohner                                      |
| 1834 | 1834                                           |                                                | 578                                            | 578                                            |
| 1840 | 1840                                           |                                                | 588                                            | 588                                            |
| 1846 | 1846                                           |                                                | 572                                            | 572                                            |
| 1852 | 1852                                           |                                                | 577                                            | 577                                            |
| 1858 | 1858                                           |                                                | 533                                            | 533                                            |
| 1864 | 1864                                           |                                                | 599                                            | 599                                            |
| 1871 | 1871                                           |                                                | 507                                            | 507                                            |
| 1875 | 1875                                           |                                                | 540                                            | 540                                            |
| 1885 | 1885                                           |                                                | 618                                            | 618                                            |
| 1895 | 1895                                           |                                                | 591                                            | 591                                            |
| 1905 | 1905                                           |                                                | 668                                            | 668                                            |
| 1910 | 1910                                           |                                                | 693                                            | 693                                            |
| 1925 | 1925                                           |                                                | 882                                            | 882                                            |
| 1939 | 1939                                           |                                                | 933                                            | 933                                            |
| 1946 | 1946                                           |                                                | 1.183                                          | 1.183                                          |
| 1950 | 1950                                           |                                                | 1.288                                          | 1.288                                          |
| 1956 | 1956                                           |                                                | 1.223                                          | 1.223                                          |
| 1961 | 1961                                           |                                                | 1.220                                          | 1.220                                          |
| 1967 | 1967                                           |                                                | 1.275                                          | 1.275                                          |
| 1970 | 1970                                           |                                                | 1.312                                          | 1.312                                          |
| 1980 | 1980                                           |                                                | ?                                              | ?                                              |
| 1990 | 1990                                           |                                                | ?                                              | ?                                              |
| 2000 | 2000                                           |                                                | ?                                              | ?                                              |
| 2011 | 2011                                           |                                                | 1.365                                          | 1.365                                          |
| 2018 | 2018                                           |                                                | 1.512                                          | 1.512                                          |
| Datenquelle: Historisches Gemeindeverzeichnis für Hessen: Die Bevölkerung der Gemeinden 1834 bis 1967. Wiesbaden: Hessisches Statistisches Landesamt, 1968. Weitere Quellen: LAGIS; Stadt Bebra; Zensus 2011 |                                                |                                                |                                                |                                                |

### Historische Religionszugehörigkeit
| • 1885: | 605 evangelische (= 97,90 %), 3 katholische (= 6,49 %), 10 anderes christliche-konfessionelle (= 1,62 %) Einwohner |
| • 1961: | 1155 evangelische (= 94,67 %), 55 katholische (= 4,51 %) Einwohner                                                 |

## Politik

### Ortsbeirat
Für Breitenbach besteht ein Ortsbezirk (Gebiete der ehemaligen Gemeinde Breitenbach) mit Ortsbeirat und Ortsvorsteher nach der Hessischen Gemeindeordnung.
Der Ortsbeirat besteht aus neun Mitgliedern. Bei den Kommunalwahlen in Hessen 2021 betrug die Wahlbeteiligung zum Ortsbeirat 59,31 %. Alle Kandidaten gehörten der „Bürgerliste Breitenbach“ an. Der Ortsbeirat wählte Guido Zilch zum Ortsvorsteher.

### Wappen
Auf dem Wappen sind die Fulda (Fluss), die Brücke über diese und ein Fachwerkhaus dargestellt.

### Wappenspruch
Die Väter haben auf Gott vertraut

und eine Brücke von Stein gebaut,

die stand so fest wie ein Hessenwort

und sollte verbinden Süd und Nord.

Die Zeit war sturmvoll,

das Dorf ward neu,

doch nie verliert es die alte Treu.

Von Herz zu Herzen heißt’s Brücken bauen,

wir wollen es wagen und aufwärt’s schau’n.

## Kultur und Sehenswürdigkeiten

### Musik
Der MGV 1895 Liederkranz Breitenbach ist ein Männerchor, der auf den niedrigen Altersdurchschnitt der ca. 50 aktiven Mitglieder stolz ist.
Der evangelische Jugendposaunenchor wurde im Dezember 1992 gegründet. Im Frühjahr 2013 wurde das 20-jährige Jubiläum in einem festlichen Gottesdienst in der Breitenbacher Kirche gefeiert.

### Sport
Die Sportgemeinschaft Breitenbach 1920 e. V. ist vor allem im Bereich Fußball aktiv, neben der 1. Mannschaft, den „Alten Herren“ und dem Jugendbereich gibt es auch eine Abteilung für Damenfußball, die eine Spielgemeinschaft mit Lispenhausen bildet. Außerdem existiert eine Faustballabteilung. An das genutzte Sporthaus schließen sich der Fußballplatz und ein Trainingsplatz an.
Oberhalb des Sportplatzes befindet sich das Schützenhaus des Schützenverein 1926 Breitenbach e. V. Im Schützenhaus befinden sich 5 Schießstände für Luftgewehr und 4 Schießstände für Kleinkaliber. Seit Anfang 2013 wird ebenfalls Bogenschießen angeboten.
Der TV 03 Breitenbach hat vor allem durch seine Läufer Bekanntheit erreicht. Neben der Tennisabteilung, die den Platz in der Nähe des Sportplatzes mit zwei Sandplätze bewirtschaftet, werden auch andere Sportarten wie Badminton angeboten.

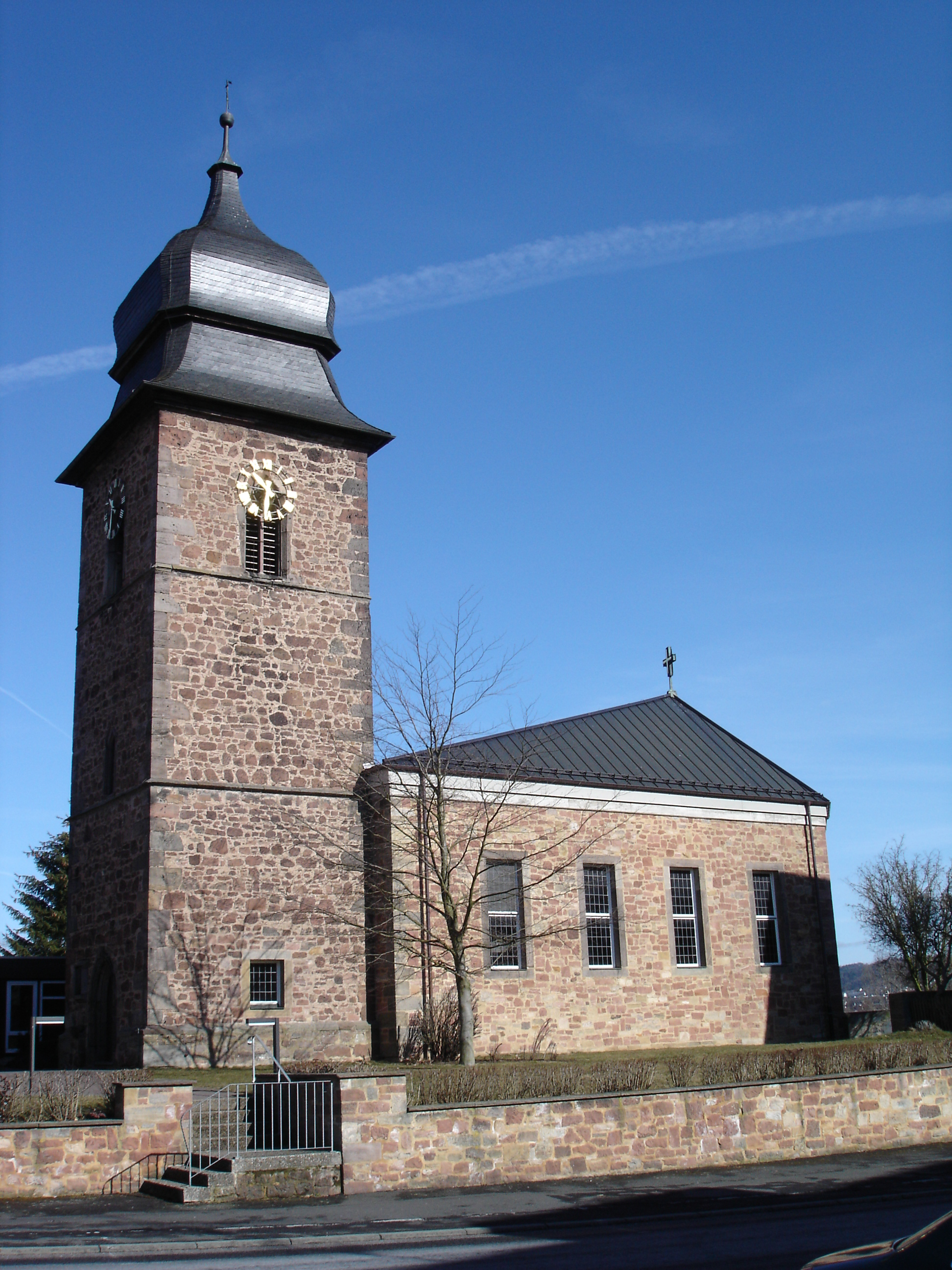
Evangelische Kirche

### Bauwerke
Die Breitenbacher Kirche wurde zwischen dem 11. und 12. Jahrhundert erbaut und ist dem heiligen Michael geweiht. Die erste urkundliche Erwähnung der Kirche stammt aus dem Jahr 1508. Nach einem Blitzeinschlag 1782 wurde der Turm neu aufgebaut und ist bis heute in dieser Form erhalten geblieben. Das Kirchenschiff wurde hingegen mehrfach erweitert und umgebaut, zuletzt 1967.
1254 wurde zum ersten Mal ein Plebanus erwähnt. Die Pfarrei gehörte zu dieser Zeit zum „erzpriesterlichen Sprengel“ Braach. 1595 zählten Blankenheim, Lüdersdorf und Weiterode zur Kirchengemeinde Breitenbach. Weiterode wurde 1914 „selbstständig“, die verbliebenen Orte bilden auch heute noch das Kirchspiel Breitenbach. Das Dorf hatte in seiner Geschichte drei Friedhöfe: Der erste befand sich direkt an der Kirche. Ab 1844 wurde ein Gebiet genutzt, das damals zwischen Breitenbach und Blankenheim lag. Dieser „alte“ Friedhof befindet sich heute in der Ortsmitte. Seit 1972 gibt es einen neuen Friedhof oberhalb des Neubaugebiets „Im Baumgarten“.

### Regelmäßige Veranstaltungen
- Dorffest
- Osterfeuer
- Weihnachtsmarkt

## Wirtschaft und Infrastruktur
In Breitenbach gibt es folgende Geschäfte:
- Lebensmittelgeschäft mit Bäckerei
- Gaststätte mit Fremdenzimmern
- Metzgerei
- Friseur
- Fahrschule
- Blumenladen mit Postfiliale
- Autowerkstatt
- Garten- und Landschaftsbaubetrieb
- Haustechnik und Sanitärbetrieb

### Verkehr
Bis 1984 führte die Bundesstraße 27 durch Breitenbach, seitdem wird sie östlich über eine neu gebaute Umgehungsstraße um das Dorf herumgeführt. Richtung Süden gelangt man über einen Abschnitt der alten Bundesstraße (heute Kreisstraße 74) nach Blankenheim, in die entgegengesetzte Richtung führt die Straße Richtung Bebra und Weiterode. Nach Westen führt die Kreisstraße 60 nach Lüdersdorf und von dort weiter nach Rotenburg an der Fulda.
Mit der Deutschen Bahn ist Breitenbach über den Bahnhof von Bebra zu erreichen. Die Busse des Nordhessischen Verkehrsverbunds (NVV) verkehren regelmäßig.

### Medien
In Breitenbach gibt es folgende regelmäßig erscheinende Medien:
- die lokale Tageszeitung Rotenburg-Bebraer Allgemeine (Lokalausgabe der HNA),
- das wöchentliche Anzeigenblatt Kreisanzeiger, welches zweimal in der Woche erscheint.

### Radwanderwege
Durch Breitenbach führen folgende Radwanderwege:
- Der Hessische Radfernweg R1 (Fulda-Radweg) führt über 250 km von den Höhen der Rhön entlang der Fulda bis Bad Karlshafen an der Weser.
- Die D-Route 9 (Weser-Romantische Straße) führt von der Nordsee über Bremen, Kassel, Fulda und das Taubertal nach Füssen im Allgäu (1.197 km).

### Bildung
Im Laufe seiner Geschichte hatte Breitenbach drei Schulhäuser. Das erste, das bis 1967 gegenüber dem alten Kirchenschiff stand, wurde bis 1900 genutzt und 1968 im Zuge des Kirchenumbaus schließlich abgerissen. Das zweite ist ein gut erhaltenes Fachwerkhaus und dient heute als Wohnhaus. 1936 wurde das neue Schulhaus errichtet, das heute als Grundschule genutzt wird und zuletzt 1990 komplett renoviert wurde. Im Zeitraum der Renovierung fand der Unterricht für die Breitenbacher Schüler teilweise in der Weiteröder Grundschule statt.
Seit 1998 wird die Arbeit der Grundschule durch einen Förderverein unterstützt. Der Freundes- und Förderkreis der Grundschule Breitenbach e. V. mit ca. 70 Mitgliedern hat es sich zur Aufgabe gemacht, das Schulleben finanziell und inhaltlich zu fördern.

### Öffentliche Einrichtungen
- Dorfgemeinschaftshaus
- Feuerwehrhaus
- Mehrzweckhalle
- Pfarrhaus
- Schützenhaus
- Sporthaus
- Jugendclubhaus
- Städtischer Kindergarten Pusteblume

## Persönlichkeiten
In Breitenbach  geboren:
- Carl von Hoff (1894–1969), Entwickler